# Xavier Garcés
Xavier Garcés Trillo (Sabadell, Vallès Occidental; 16 de febrero de 1963) conocido en su ciudad como Xavi, es un consultor informático y político catalán, alcalde de la ciudad de Barberà del Vallès desde 2019 por el Partido de los Socialistas de Cataluña (PSC).

## Biografía
Xavier Garcés Trillo vive en Barberà del Vallès desde 1971, ciudad en la que ya residían sus abuelos desde 1959. Cursó educación primaria en la escuela Can Llobet y la educación secundaria en Sabadell, ya que entonces no había ningún instituto en la ciudad. Posteriormente, hizo parcialmente la Licenciatura de Ciencias Económicas y Empresariales en la UAB. Desde muy joven participó como deportista, entrenador y directivo de la Unió Esportiva Barberà y fue representante de las entidades deportivas en el Patronato de Deportes Municipal de ese momento.
Colaboró con monitor de baloncesto en las escuelas municipales y formó parte de la Comisión Constituyente de Hermanamiento con ciudades de otros países con nuestra ciudad. Profesionalmente ha desarrollado tareas en distintas empresas privadas dentro del mundo de la consultoría de gestión y soluciones informáticas durante diez años. Como emprendedor, creó una sociedad de servicios para las empresas, en la que todavía desarrolla su actividad profesional. Es militante socialista desde el año 1988 y ha formado parte de distintos órganos del partido en el ámbito municipal, comarcal y nacional.
En 2007 fue elegido concejal en el Ayuntamiento de Barberà del Vallès con diferentes responsabilidades y áreas municipales (Área económica, Hacienda y Promoción Económica). Fue teniente de alcalde hasta el año 2015 y hasta mayo de 2019 concejal del grupo municipal socialista de Barberà en la oposición.
Desde junio de 2019 fue cabeza de lista del PSC de Barberá del Vallés y consiguió la Alcaldía de Barberá del Vallés -cargo que revalidó en las elecciones municipales de 2023- y presidente del Consejo Comarcal del Vallès Occidental desde el 12 de diciembre de 2024.